# Darkness (Hell-Born)
Darkness è il quinto album della black metal band polacca Hell-Born.

## Disco
L'album si compone di 9 brani, ed è la prima pubblicazione col batterista Paweł Jaroszewicz (sostituto di Necrolucas). Il chitarrista ritmico Jacek Kubiak non partecipò alle registrazioni, venendo sostituito da quello solista Leszek Dziegielewski, a sua volta sostituito nel suo ruolo da Krystian Wojdas. Tornò comunque ad esibirsi con la band a partire dal tour successivo all'album. È l'unica pubblicazione della band con Wojdas.

## Tracce
Testi di Baal Ravenlock. Musiche di Baal Ravenlock, Les e Paul.
1. Refuse to Serve – 4:50
2. (I Am) The Thorn in the Crown – 4:25
3. Curse Me and I Win – 4:30
4. Darkness – 4:14
5. In Satan We Trust – 5:25
6. Submission – 4:56
7. The Black of Me – 5:56
8. Hellfire – 3:41
9. Dead Don't Preach – 7:51

## Formazione
- Baal Ravenlock – voce, basso
- Dino – chitarra solista
- Les – chitarra ritmica
- Paul – batteria